# Жорж Аб'яд
Жорж Аб'я́д (*1880 — †1959) — єгипетський режисер, актор та драматург.
Ліванець за походженням. В 1904-1910 роках вчився в Паризькій консерваторії. В 1910 році в Каїрі грав в місцевій трупі (французькою мовою). В 1912 році створив трупу та включив в її репертуар п'єси світової класики (Софокл, Шекспір, Мольєр, Гюго), твори арабських драматургів (Наджіб аль-Хаддад, Фарах Антун). В 1914-1916 роках об'єднався з трупою Хігазі, виступав в спектаклях трупи. Його найкращі ролі — Макбет та Отелло («Макбет» та «Отелло» Шекспіра), Едіп («Цар Едіп» Софокла), Кін («Кін, або Геній та безпутство» Дюма-батька).
В 1920 році гастролював в Північній Африці. Організував театр в Тунісі, який очолював в 1921-1922 роках. В 1926 році об'єднався з Юсефом Вахбі в театрі «Рамзес». З 1930 року голова Театральної спілки Єгипту, з 1945 року голова Союзу діячів театра та кіно. З 1931 року знімався в кіно. В 1952 році очолив Нову єгипетську трупу.